# Wodianer Fülöp
Vásárhelyi Wodianer Fülöp (Hódmezővásárhely, 1820. november 20. – Budapest, 1899. január 30.) könyvkiadó, lap- és  nyomdatulajdonos, könyvkereskedő, Budapest városa törvényhatósági bizottság tagja, az Andrássy érem tulajdonosa.

## Életpályája
1820. november 20-án született egy zsidó család gyermekeként. 1898. augusztus 31-én I. Ferenc József magyar király nemességet és címert adományozott neki, feleségének, Waitzner Júliának (1841–1893), és gyermekeinek: Artúrnak, Hugónak, Henriettának, Irmának, Matildának, és Jolánének.
1848 előtt pozsonyi és bécsi nyomdákban dolgozott. 1848. március 15-e után hazatért és az Egyetemi nyomdában vállalt állást. Miután 1848. december 31-én a kormány Debrecenbe menekült, a nyomda is teljes berendezésével és a bankjegypréssel oda települt át. Debrecenben a városi nyomdát vezette, amely a kormány lapját nyomtatta ki. A világosi fegyverletétel után a nyomda felszerelését Aradon a Marosba süllyesztette, majd külföldre távozott. 1855-ben hazatért és Pesten nyomdát állított fel. 1861-ben megindította a Magyarország, 1867-ben a Magyar Újság című lapokat. Az olvasni tudó parasztságnak szánta a Magyar Néplapot, amelyben rendszeresen megjelentek a parasztok, kisiparosok, kézművesek érdekeinek megsértésével foglalkozó hírek. 1877-től 1880-ig a Közvélemény című politikai, irodalmi és közgazdasági napilapot adta ki.
1876-ban megalapította a tömegigények kielégítésére szolgáló Budapest című képes napilapot, amely a bécsi Extrablatt mintájára első oldalán fametszetes illusztrációt közölt. 1888-tól az ő kiadásában jelent meg a korszak népszerű bulvárlapja, a szenzációkat tálaló szintén képes Kis Újság, valamint a Mátyás Diák című élclap. A Kis Újság olcsó, a kisemberek igényeit kielégítő napilap volt. 
1874-ben megvásárolta Lampel Róbert könyvkiadó cégét. Kiadásában jelent meg a legtöbb iskolai tankönyv, népszerű ismeretterjesztő kiadvány.
Wodianer Fülöpnek jelentős szerepe volt az új típusú, üzleti-politikai napilapok megteremtésében, egyike az Osztrák–Magyar Monarchia nagy sajtóvállalkozóinak.
1899-ben hunyt el 78 éves korában. A Salgótarjáni utcai zsidó temetőben helyezték nyugalomra.